# 沐僖
沐僖，明朝将领，沐英之孙，籍貫河南定遠（今安徽）。

## 生平
父亲定边武襄伯沐昂。沐僖承袭锦衣卫副千户之位。明英宗正统三年（1438年）郑灵作《新刊京本孙武子十三篇本义》成书，由沐僖捐资镂梓。明代宗景泰三年（1452年），沐瓒承袭父亲沐僖锦衣卫副千户的官位。他的大伯父西平惠襄侯沐春无后，二伯定远忠敬王沐晟传到孙子黔国武僖公沐琮无嗣。之后黔国公的世系为沐僖的后裔。沐僖墓在沐英墓右边第二条山梁。

## 子
1. 沐璘
2. 沐瓛
3. 沐瓒
4. 沐琬